# Le Thour
 Le Thour  là một xã ở tỉnh Ardennes, thuộc vùng Grand Est ở phía bắc nước Pháp.